# مرز هوایی ویژه
مرز هوایی ویژه یک مرز هوایی تعیین شده برای انجام عملیاتی است که حضور هواپیما در آن محدود یا ممنوع شده‌است. بیشتر این عملیات‌ها، جنگی هستند. تعیین مرز هوایی ویژه، برای دیگر کاربران آن منطقه به این معنی است که منطقه‌هایی که چنین فعالیت‌هایی در آن‌ها رخ می‌دهند باید از دیگر فعالیت‌های در حال انجام در آن منطقه جدا شده و بر اساس الگوریتمی، به آن کاربران مرز هوایی نسبت به خطرات بالقوه عملیات اطلاع‌رسانی شود. بیشتر مرزهای هوایی ویژه در نمودارهای هوانوردی و اداره هوانوردی فدرال مشخص شده‌اند.
مرز هوایی ویژه شامل: مرز هوایی محدود، مرز هوایی ممنوع، منطقه عملیات نظامی، منطقه هشدار، منطقه خطر، مرز هوایی محدود موقت، منطقه امنیت ملی و منطقه کنترل شلیک به‌طور معمول تا FL۱۸۰ یا ۱۸،۰۰۰ پا (۵۴۸۶ متر) بالاتر از سطح دریا می‌شود. علاوه بر این، بر اساس FL۶۰۰ تعیین شده در کلاس مرز هوایی از FL۱۸۰ به بالا، بیشتر یک مرز هوایی مراقبت پرواز اختصاصی وجود دارد که ویژه عملیات نظامی است. به‌طور کلی مرز هوایی مراقبت پرواز اختصاصی در نمودارها نشان داده نمی‌شوند زیرا پرواز در بالاتر از FL۱۸۰ به اجبار، پیرو قوانین پرواز ابزاری است که نیازمند به تماس دائمی با مراقبت پرواز است. در منطقه‌های هشدار ممکن است تعداد زیادی پرواز آموزشی برای خلبانان یا فعالیت‌های هوایی غیرمعمول وجود داشته باشد. منطقه‌های عملیات نظامی (که بر روی خشکی قرار دارند)، منطقه‌های هشدار (که در منطقه آب‌های داخلی یا آب‌های آزاد یا هر دو قرار دارند) و مسیرهای آموزشی، دارای تعداد زیادی فعالیت‌های نظامی هستند.
پرواز در مرز هوایی محدود، تنها با اجازه ویژه اداره هوانوردی فدرال، مجاز و ممکن است. در حالیکه پرواز در مرز هوایی ممنوع به جز در مواقع اضطراری، ممنوع است. پرواز در منطقه‌های عملیات نظامی یا هشدار توسط هواپیماهای غیرنظامی، بدون اجازه مجاز است اما می‌تواند خطرناک باشد.